# 일품 짜장면
일품 짜장면은 식품 회사 팔도에서 생산하는 짜장라면이다.